# A Magyar Kultúra Lovagjai 2012
A Magyar Kultúra Lovagja 2012. évi kitüntetettjei

## Az Egyetemes Kultúra Lovagja
486.	 Doncsev Toso (Budapest) szociológus, író, műfordító, „A nemzetközi kulturális kapcsolatok ápolásért”
487.	 Németh Miklós (Budapest) államférfi, „A 21. század békéje érdekében kifejtett életművéért”
488.	 Mihajló Sirokmán (Ungvár, Ukrajna) egyetemi tanár, „Egyetemes kulturális örökség ápolásáért”

## A Magyar Kultúra Lovagja
489.	 Prof. Dr. Antalóczy Zoltán (Budapest) orvos, „A korszerű orvostudomány kialakítása érdekében kifejtett életművéért”
490.	 Dr. Barabás László (Marosvásárhely, Románia) tanár, „A magyar kultúra külhoni ápolásáért”
491.	 Bárányné Drávetzky Márta (Sydney, Ausztrália) műfordító, „A nemzetrészek közötti kapcsolatok ápolásáért”
492.	 Dr. Békássy Nándor Albert (Lund, Svédország) orvos, „A nemzetközi kapcsolatok fejlesztéséért”
493.	 Birinyi József (Budapest) népzenész, népzenekutató, „Néprajzi hagyományok ápolásáért”
494.	 Boldizsár Zeyk Imre (Tordaszentlászló, Románia) iskolaigazgató, „Magyar kultúra határon túli ápolásáért”
495.	 Bolla János (Jászberény) agrármérnök, „Jász hagyományok ápolása érdekében kifejtett életművéért”
496.	 Dr. Eperjessy Ernő (Budapest) tanár, „Kulturális örökség ápolása érdekében kifejtett életművéért”
497.	 Kassai Lajos (Kaposmérő) íjkészítő, „A kulturális örökség ápolásáért”
498.	 Kaszner Margit (Budapest) grafikus, író, „A közművelődés fejlesztéséért”
499.	 Dr. B. Kovács István (Rimaszombat, Szlovákia) gömörológus, „A magyar kultúra külhoni ápolásáért”
500.	 Kázmér István (Borsi, Szlovákia) elektrotechnikus, „Történelmi örökség megmentéséért”
501.	 Lengyák István (Nagykanizsa) rajztanár, „Életminőség fejlesztése érdekében kifejtett életművéért”
502.	 Lengyel Ferenc (Bécs, Ausztria) pedagógus, „A magyar kultúra külhoni ápolásáért”
503.	 Maros Miklós (Stockholm, Svédország) zeneszerző, „A magyar kultúra külhoni népszerűsítéséért”
504.	 Mátyás Levente (Balassagyarmat) karnagy, „A zenei kultúra ápolása érdekében kifejtett életművéért”
505.	 Monoki Kálmánné (Kisújszállás) tanár, „A kulturális örökség ápolásáért”
506.	 Nesó Sándor (Berhida) rendőr főtörzszászlós, „Az életminőség fejlesztéséért”
507.	 Pandák Pál (Füzérradvány) polgármester-népzenész, „A közművelődés fejlesztéséért”
508.	 Pecze Gábor (Máza) polgármester-karnagy, „A közművelődés fejlesztéséért”
509.	 Ruda Gábor (Pilisvörösvár) pedagógus, „A külhoni magyar kultúra ápolásáért”
510.	 Sándor Endre (Kovácsvágás) szövetkezeti elnök, polgármester, „Az életminőség fejlesztéséért”
511.	 Sellyei Gáborné (Egyházashetye) főiskolai adjunktus, „A kulturális örökség ápolásáért”
512.	 Simó Béla (Székelykeresztúr, Románia) földrajztanár, „Nemzetközi kulturális kapcsolatok ápolásáért”
513.	 Stix József (Lad) néptanító-polgármester, „A település közművelődése fejlesztéséért”
514.	 Dr. Szalontai Éva (Malmő, Svédország) újságíró, „A nemzetrészek közötti kapcsolatok ápolásáért”
515.	 Prof. Dr. Széll Kálmán PhD (Szombathely) orvos, „Az életminőség fejlesztéséért”
516.	 Szvorák Katalin (Budapest) népdalénekes, „A népzenei örökség ápolásáért”
517.	 Zsoldos Rudolf (Oromhegyes, Szerbia) vasesztergályos, „A határon túli magyar kultúra ápolásáért”.

## Posztumusz A Magyar Kultúra Lovagja
518.	 Csiki Vincéné (Palotabozsok) pedagógus, „Közösségfejlesztő életművéért”
519.	 Liko Deziderije (Zágráb, Horvátország) tábori lelkész, „Emberéletek megmentéséért, önfeláldozó ember- és hazaszeretetéért”
520.	 Gróf cegei Wass Albert (Astor, Amerikai Egyesült Államok) író, „Irodalmi életművéért”